# Jefferson Osborne
Jefferson Osborne (25 de septiembre de 1872 – 11 de junio de 1932) fue un actor cinematográfico de nacionalidad estadounidense, activo en la época del cine mudo.

## Biografía
Su verdadero nombre era J.W. Schroeder, y nació en Bay City, Míchigan. Desde 1912 a 1920 actuó en al menos 60 películas mudas. Fue actor de reparto en varios cortos cómicos conocidos como las "Cub Comedies", producidos por Mutual Film, y en los cuales actuaba el comediante George Ovey como "merry Jerry". Las últimas tres películas de Osborne, producidas en 1919 y 1920, fueron dramas y aventuras rodadas en 5 o 6 rollos que, con una duración superior a la hora, eran de uncontenido más serio que el resto de su filmografía. 
Jefferson Osborne falleció a causa de una hemorragia cerebral en 1932 en Hondo, California.

## Selección de su filmografía
- Mary Magdalene (1914)
- Jerry in the Movies (1916)
- The Great Radium Mystery (1919)
- Homespun Folks (1920)
- Once a Plumber (1920)